# Grammy Awards de 2006
A 48.ª cerimônia anual do Grammy Award foi realizada em 8 de fevereiro de 2006 na arena Staples Center, de Los Angeles, Califórnia. A banda irlandesa U2 conquistou a grande maioria dos prêmios aos quais havia sido indicada, incluindo uma vitória na categoria Álbum do Ano. Os cantores Mariah Carey, John Legend e Kanye West receberam oito indicações, das quais venceram três; o grupo Alison Krauss & Union Station também foi vencedor de três prêmios, enquanto a cantora Kelly Clarkson recebeu vitória em duas categorias. A banda Green Day esteve entre os destaques da edição, vencendo o prêmio de Gravação do Ano.

## Performances
- Madonna, Gorillaz e De La Soul — "Feel Good Inc." / "Hung Up"
- Coldplay — "Talk"
- John Legend — "Ordinary People"
- Sugarland — "Something More"
- U2 e Mary J. Blige — "Vertigo" / "One"
- Kelly Clarkson — "Because of You"
- Paul McCartney — "Fine Line" / "Helter Skelter"
- Mariah Carey, James 'Big Jim' Wright e Hezekiah Walker and The Love Fellowship Choir — "We Belong Together" / "Fly Like a Bird"
- Keith Urban e Faith Hill — "You'll Think of Me" / "The Lucky One"
- Joss Stone, Van Hunt, John Legend, Fantasia, Devin Lima, Maroon 5, Ciara, will.i.am, Steven Tyler, Joe Perry, Robert Randolph, Sly Stone e Rusty Allen — "Family Affair" / "If You Want Me to Stay" / "Everyday People" / "Dance to the Music" / "I Want to Take You Higher"
- Linkin Park, Jay-Z e  Paul McCartney — "Numb/Encore" / "Yesterday"
- Bruce Springsteen — "Devils & Dust"
- Kanye West e Jamie Foxx — "Gold Digger" / "Touch the Sky"
- Christina Aguilera e Herbie Hancock — "A Song for You"
- Allen Toussaint, Bonnie Raitt, The Edge, Irma Thomas e Dr. John — "We Can Can"
- Sam Moore, Bruce Springsteen, e Irma Thomas — "In the Midnight Hour"

## Vencedores e indicados

### Categorias gerais
| Gravação do Ano - "Boulevard of Broken Dreams" – Green Day - "We Belong Together" – Mariah Carey - "Feel Good Inc." – Gorillaz e De La Soul - "Hollaback Girl" – Gwen Stefani - "Gold Digger" – Kanye West             | Álbum do Ano - How to Dismantle an Atomic Bomb – U2 - The Emancipation of Mimi – Mariah Carey - Chaos and Creation in the Backyard – Paul McCartney - Love. Angel. Music. Baby. – Gwen Stefani - Late Registration – Kanye West |
| Canção do Ano - "Sometimes You Can't Make It on Your Own" – U2 - "Bless the Broken Road" – Rascal Flatts - "Devils & Dust" – Bruce Springsteen - "Ordinary People" – John Legend - "We Belong Together" – Mariah Carey | Artista Revelação - John Legend - Ciara - Fall Out Boy - Keane - Sugarland |

### Pop
| Melhor Performance Vocal Pop Feminina - "Since U Been Gone" – Kelly Clarkson - "It's Like That" – Mariah Carey - "Good Is Good" – Sheryl Crow - "I Will Not Be Broken" – Bonnie Raitt - "Hollaback Girl" – Gwen Stefani | Melhor Performance Vocal Pop Masculina - "From the Bottom of My Heart" – Stevie Wonder - "Sitting, Waiting, Wishing" – Jack Johnson - "Fine Line" – Paul McCartney - "Walk On By" – Seal - "Lonely No More" – Rob Thomas                                                                 |
| Melhor Performance Pop por Dupla ou Grupo - "This Love" – Maroon 5 - "Don't Lie" – The Black Eyed Peas - "Mr. Brightside" – The Killers - "More Than Love" – Los Lonely Boys - "My Doorbell" – The White Stripes        | Melhor Colaboração Pop com Vocais - "Feel Good Inc." – Gorillaz e De La Soul - "Gone Going" – The Black Eyed Peas e Jack Johnson - "Virginia Moon" – Foo Fighters e Norah Jones - "A Song For You" – Herbie Hancock e Christina Aguilera - "A Time to Love" – Stevie Wonder e India.Arie |
| Melhor Performance Pop Instrumental - "Caravan" – Les Paul - "In Our Time" – Burt Bacharach e Chris Botti - "T-Jam" – George Duke - "Gero na Montanha" – Herbie Hancock e Trey Anastasio - "Avage" – Daniel Lanois      | Melhor Álbum Pop Instrumental - "At This Time" – Burt Bacharach - "Bloom" – Eric Johnson - "Naked Guitar" – Earl Klugh - "Belladonna" – Daniel Lanois - "Flipside" – Jeff Lorber |

### R&B
| Melhor Performance Feminina de R&B - "We Belong Together" – Mariah Carey - "1 Thing" – Amerie - "Free Yourself" – Fantasia - "Unbreakable" – Alicia Keys - "Wishing on a Star" – Beyoncé                                                                                   | Melhor Performance Masculina de R&B - "Ordinary People" – John Legend - "So What the Fuss" – Stevie Wonder - "Creepin'" – Jamie Foxx - "Let Me Love You" – Mario - "Superstar" – Usher  |
| Melhor Performance de R&B por Dupla ou Grupo - "So Amazing" – Beyoncé e Stevie Wonder - "Cater 2 U" – Destiny's Child - "How Will I Know" – Stevie Wonder e Aisha Morris - "If This World Were Mine" – Alicia Keys e Jermaine Paul - "So High" – John Legend e Lauryn Hill | Melhor Canção de R&B - "We Belong Together" – Mariah Carey - "Cater 2 U" – Destiny's Child - "Free Yourself" – Fantasia - "Ordinary People" – John Legend - "Unbreakable" – Alicia Keys |
| Melhor Álbum de R&B - "Get Lifted" – John Legend - "Free Yourself" – Fantasia - "Illumination" – Earth, Wind & Fire - "A Time to Love" – Stevie Wonder - "Unplugged" – Alicia Keys                                                                                         | Melhor Álbum de R&B Contemporâneo - The Emancipation of Mimi – Mariah Carey - Touch – Amerie - Destiny Fulfilled – Destiny's Child - Turning Point – Mario - O – Omarion                |

### Rock
| Grammy Award para Best Solo Rock Vocal Performance - "Devils & Dust" – Bruce Springsteen - "Revolution" – Eric Clapton - "Shine It All Around" – obert Plant - "This Is How a Heart Breaks" – Rob Thomas - "The Painter" – Neil Young | Melhor Performance de Rock por Dupla ou Grupo - "Sometimes You Can't Make It on Your Own" – U2 - "Speed of Sound" – Coldplay - "Best of You" – Foo Fighters - "Do You Want To" – Franz Ferdinand - "All These Things That I've Done'" – The Killers |
| Melhor Performance de Hard Rock - "B.Y.O.B." – System of a Down - "Doesn't Remind Me" – Audioslave - "The Hand That Feeds" – Nine Inch Nails - "Tin Pan Valley" – Robert Plant - "Little Sister" – Queens of the Stone Age            | Melhor Performance de Metal - "Before I Forget" – Slipknot - "The Great Satan" – Ministry - "Determined" – Mudvayne - "Mein Teil" – Rammstein - "What Drives the Weak" – Shadows Fall                                                               |
| Melhor Performance Instrumental de Rock - "69 Freedom Specials" – Les Paul & Friends - "Beat Box Guitar" – Adrian Belew - "Brids of Prey" – Stewart Copeland - "Mercy" – Joe Perry - "Lotus Feet" – Steve Vai                         | Melhor Canção de Rock - "City of Blinding Lights" – U2 - "Speed of Sound" – Coldplay - "Best of You" – Foo Fighters - "Devils & Dust" – Bruce Springsteen - "Beverly Hills" – Weezer                                                                |

### World
| Melhor Álbum de Música do Mundo Tradicional - In the Heart of the Moon – Ali Farka Touré e Toumani Diabaté - Behmanka – Mamadou Diabaté - Para Todos Ustedes – Los Pleneros de la 21 - Faryad – Masters of Persian Music - Tibetan Master Chants – Lama Tashi | Melhor Álbum de Música do Mundo Contemporânea - Eletracústico – Gilberto Gil - Dimanche à Bamako – Amadou & Mariam - You've Stolen My Heart: Songs from R.D. Burman's Bollywood – Kronos Quartet e Asha Bhosle - No Boundaries – Ladysmith Black Mambazo e English Chamber Orchestra - Rise – Anoushka Shankar |